# Claudine Mboligikpelani Nako
Claudine Mboligikpelani Nako (* in Nashville, Davidson County, Tennessee) ist eine US-amerikanische Theater- und Filmschauspielerin sowie Synchronsprecherin.

## Leben
Nakos Eltern migrierten in den 1980er Jahren aus Zaire (heute Demokratische Republik Kongo) in die USA. Sie hat zwei ältere Geschwister, die noch in Zaire geboren worden sind. Sie wurde in Nashville als Mboligikpelani Nako geboren und wuchs römisch-katholisch erzogen in Laramie im US-Bundesstaat Wyoming auf. Eine jüngere Schwester wurde in Wyoming geboren. Ihr Taufname lautet Claudine, den sie kurz vor ihrem Abschluss an der University of Wyoming in ihren Ausweis eintragen ließ. Sie machte an der Universität ihren Bachelor of Fine Arts in Theater und Tanz. Nako gehört zum Ensemble des ACT Theatre und spielte in Bühnenstücken wie Dracula, The Crucible oder Mr. Burns: A Post-Electric Play mit.
Sie debütierte 2008 in einer Nebenrolle im Spielfilm Hearsay. 2015 hatte sie eine Episodenrolle in Grimm und eine Besetzung im Kurzfilm Octopus inne. 2017 folgte eine Nebenrolle als Courtney im Spielfilm Outside In. Weitere Bekanntheit erhielt sie durch ihre Rolle der Sherry O’Neil im Netflix-Original Everything Sucks!. In den zehn Episoden lieh ihr Dorette Hugo für die deutschsprachige Fassung ihre Stimme. Nach der ersten Staffel wurde die Serie abgesetzt. Anschließend folgten Serienbeteiligungen in Strowlers, Raising Dion und Roomies.

## Filmografie (Auswahl)

### Schauspiel
- 2008: Hearsay
- 2015: Grimm (Fernsehserie, Episode 4x15)
- 2015: Octopus (Kurzfilm)
- 2017: Outside In
- 2018: Everything Sucks! (Fernsehserie, 10 Episoden)
- 2018: Sadie
- 2018: Strowlers (Fernsehserie, Episode 1x01)
- 2019: Raising Dion (Fernsehserie, Episode 1x01)
- 2019: Roomies (Fernsehserie)

### Synchronisationen
- 2019: Anti-Hero (Zeichentrickserie, Episode 1x04)

## Theater (Auswahl)
- Dracula (ACT Theatre)
- The Crucible (ACT Theatre)
- Mr. Burns: A Post-Electric Play (ACT Theatre)
- Little Bee (Book-It)
- My Heart is the Drum (Village Theatre)
- As You Like It (Seattle Repertory Theatre)
- A Raisin in the Sun (Seattle Repertory Theatre)
- A Bright Room Called Day (The Williams Project)
- Hair (ArtsWest)
- Leap of Faith (Showtunes)
- The Mountaintop (Snowy Range Theatre).